# Gabriella Angi
Gabriella Bocsárdi, născută Angi, (n. 24 februarie 1961, Gheorgheni, Harghita, România – d. 19 august 2003) a fost actriță de teatru română de origine maghiară.
A obținut o diplomă în matematică și informatică la Timișoara. În anii 1984 și 1994 a fost membră a Teatrului Figura Studio din Gheorgheni, iar mai târziu și a Teatrului Tamási Áron din Sfântu Gheorghe.
Între 1982 și 2003 a fost căsătorită cu László Bocsárdi, unul dintre cei mai importanți regizori din viața teatrală românească și maghiară. Au avut un fiu: Magor (n. 1990).